# Pham Thi Hoai
Phạm Thị Hoài (1960) è una scrittrice, editrice e traduttrice vietnamita.
Nata nel 1960 nella provincia di Hai Duong e cresciuta nel Vietnam del Nord, ora vive in Germania.
Si trasferì a Berlino nel 1977 dove frequentò l'università di Humboldt e conseguì la laurea in studi archivistici. Ritornata in Vietnam nel 1983 andò a vivere ad Hanoi dove lavorò come archivista e iniziò seriamente a praticare la scrittura.
Il suo primo romanzo "La messaggera di cristallo" (Thiên sứ) fu pubblicato ad Hanoi nel 1988 e fu subito censurato dal governo vietnamita. Questo libro è già stato tradotto in inglese, francese, italiano, finlandese, francese e tedesco. Nel 1993 la versione in tedesco vinse il "Frankfurt Literaturpreis", come miglior romanzo straniero pubblicato in Germania, mentre la versione inglese vinse nel 2000 il "Dinny O'Hearn Prize for Literary Translation". Nello stesso anno Pham Thi Hoai lasciò il Vietnam per tornare a Berlino dove ancora oggi vive e lavora.
Dalla Germania la scrittrice fondò e tuttora cura il giornale virtuale Talawas.
Oltre al suo romanzo, acclamato in tutto il mondo, Pham Thi Hoai ha pubblicato sei saggi, due collezioni di brevi storie, "Mê Lộ" 1989 e "Man Nương" 1995 e un altro romanzo, Marie Sến 1996. Ora è una famosa traduttrice di letteratura tedesca, ha tradotto opere di Kafka, Brecht, Bernhard e Dürrenmatt dalla lingue originale al vietnamita. È anche editrice dell'opera "Trần Dần – Ghi: 1954-1960", una collezione di pagine di diario scritte da Trần Dần. I suoi saggi e le sue storie sono apparse nelle riviste letterarie degli Stati Uniti d'America, dell'Australia, della Svizzera e della Germania, oltre che in numerose antologie di opere moderne vietnamite.
"Sunday menu" una raccolta di brevi storie è stata tradotte in francese, "Menu du Dimanche", ma non esiste ancora una traduzione in lingua italiana.